# Эфира, Виржини
Виржини́ Эфира́ (фр. Virginie Efira; род. 5 мая 1977, Схарбек, Брюссель, Бельгия) — бельгийская и французская актриса, комедиантка, журналистка и телеведущая.

## Карьера
Виржини начала карьеру на телевидении в 1998 году в качестве ведущей на канале RTL Group, где она работала ведущей шоу детских талантов Megamix. Позже она начала сотрудничать также и с французскими каналами.
За свою актёрскую карьеру, начавшуюся в 2004 году, она сыграла более чем в 20 фильмах и телесериалах, а также исполнила роли в театре. Её дебютом в большом кино стал телевизионный проект «Un amour de fantôme», после которого актрису заметили.
Мировую известность Виржини получила после роли в романтической комедии «Любовь — это для двоих» (2010). Затем на экраны вышла трагикомедия «Убей меня, пожалуйста» (2010), мелодрама «Любовь с риском для жизни» (2010), романтическая история «Мой самый страшный кошмар» (2011) и комедия «Президент Эно» (2012). В 2012 году вышла романтическая комедия «Притворись моим парнем», имевшая большой успех. В 2013 году вышло ещё несколько фильмов с её участием — «Куки», «Одиночка» и «Непобедимые».
В июле 2021 года на Каннском кинофестивале состоялась премьера нашумевшего фильма «Искушение», в котором Виржини сыграла главную роль.

## Личная жизнь
С 2002 по 2009 год Эфира была замужем за актёром Патриком Ридремо.
До 2014 года Эфира была помолвлена с актёром Мабруком Эль-Мекри. У бывшей пары есть дочь — Али Эль-Мекри (род. 24 мая 2013).
В настоящее время состоит в отношениях с Нильсом Шнайдером.

## Фильмография
| Год       |    | Русское название          | Оригинальное название        | Роль               |
| --------- | -- | ------------------------- | ---------------------------- | ------------------ |
| 2005      | ф  | Африканское средство      | Africains poids moyens       | Vickie             |
| 2006—2006 | с  | Камелот                   | Camelot                      | Berlewen           |
| 2006—2006 | с  | Не включено               | Off Prime                    | Elle-mêmen         |
| 2007      | тф | Моя любовь фантом         | Un amour de fantôme          | Anna               |
| 2008      | ф  | Мужчины никогда не плачут | Africains poids moyens       | Sophie             |
| 2009      | ф  | Бароны                    | Les Barons                   | l'artiste          |
| 2010      | тф | Запускает, г-н Таннер     | En chantier, monsieur Tanner | la banquière       |
| 2010      | ф  | Свистун                   | Le Siffleur                  | Candice            |
| 2010      | ф  | Любовь – это для двоих    | L'amour c'est mieux à deux   | Angèle             |
| 2010      | ф  | Убей меня, пожалуйста     | Kill Me Please               | Inspectrice Evrard |
| 2010      | ф  | Любовь с риском для жизни | La Chance de ma vie          | Joanna Sorini      |
| 2011      | ф  | Мой самый страшный кошмар | Mon pire cauchemar           | Julie              |
| 2012      | ф  | Президент Хено            | Hénaut Président             | Elle-même          |
| 2013      | ф  | Печение                   | Cookie                       | Delphine           |
| 2013      | ф  | Говорящий мертвец         | Dead Man Talking             | Элизабет Лакруа    |
| 2013      | ф  | Притворись моим парнем    | 20 ans d'écart               | Alice Lantins      |
| 2013      | ф  | Непобедимые               | Les Invincibles              | Caroline           |
| 2013      | ф  | Одиночка                  | En Solitaire                 | Marie Drevil       |
| 2015      | ф  | Каприз                    | Caprice                      | Alicia             |
| 2015      | ф  | Семья в аренду            | Une famille à louer          | Violette           |
| 2015      | ф  | Вкус чудес                | Le Goût des merveilles       | Louise             |
| 2016      | ф  | И сестра                  | Et ta sœur?                  | Marie              |
| 2016      | ф  | Она                       | Elle                         | Rebecca            |
| 2016      | ф  | Любовь не по размеру      | Un homme à la hauteur        | Diane              |
| 2016      | ф  | В постели с Викторией     | Victoria                     | Victoria           |
| 2018      | ф  | Невозможная любовь        | Un amour impossible          | Rachel             |
| 2018      | ф  | Непотопляемые             | Le Grand Bain                | Delphine           |
| 2020      | ф  | Счастливо оставаться      | Adieu les cons               | Сюз Траппэ         |
| 2021      | ф  | Искушение                 | Benedetta                    | Бенедетта Карлини  |
| 2023      | ф  | Только ты и я             | L'Amour et les Forêts        | Бланш / Роз        |
| 2025      | ф  | Частная жизнь             | Vie privée                   | Паула Коэн-Солаль  |

## Награды
- Кавалер ордена Почётного легиона (3 июля 2024 года)[6]
- Кавалер ордена «За заслуги» (21 мая 2021 года)[7]

### на английском языке
- Starbuck, Eve (2024). Virginie Efira From the Shadows to the Spotlight: Transformation. Independently published, 54 pages, ill. ISBN 979-8-8738-6798-1

### на французском языке
- Douin, Jean-Luc, Le Cinéma français, Martiniere BL 2014, 360 pages, ISBN 978-2-7324-5132-9